# Chris Anyanwu
Christiana (Chris) Anyanwu (Ahiara (Imo), 28 oktober 1951) is een Nigeriaans journaliste, uitgeefster, schrijfster en politica.
In 2007 werd ze gekozen tot senator voor het kiesdistrict Imo East (Owerri).

## Jeugd/studie
Tijdens haar jeugd ging ze naar de middelbare meisjesschool in Owerri. Vervolgens vertrok ze naar de Verenigde Staten en behaalde een bachelorgraad in Journalistiek aan de Universiteit van Missouri en een master in Massacommunicatie aan de Staatsuniversiteit van Florida.

## Loopbaan
Na haar studie keerde ze terug naar Nigeria en werkte ze voor de Nigerian Television Authority (NTA) en als nieuwslezer en verslaggever voor de Imo Broadcasting Corporation.
In 1987 werd ze benoemd tot regionaal gedeputeerde voor Informatie, Jeugd, Sport, Cultuur en Sociaal Welzijn.
Intussen werd ze uitgever en hoofdredacteur van The Sunday Magazine (TSM), een weekblad dat het accent legde op politieke landelijke kwesties.

## Gevangenschap
In mei 1995 werd ze opgepakt nadat ze een stuk had geschreven over een mislukte staatsgreep op 1 maart tegen de regering van Sani Abacha. Samen met verschillende andere journalisten werd ze beschuldigd van medeplichtigheid aan verraad. Anyanwu werd in een gesloten zitting op 4 juli 1995 door een militaire rechtbank veroordeeld tot een levenslange gevangenisstraf. Na internationale druk van mensenrechtenbewegingen werd deze straf later verminderd tot vijftien jaar.
Onder erbarmelijke omstandigheden in de gevangenis van Gombe werd ze gedeeltelijk blind. Dokters waarschuwden dat ze haar gehele zicht zou verliezen wanneer ze geen medische zorg zou krijgen.
Ondertussen ontving ze van de Internationale Mediastichting voor Vrouwen de Courage in Journalism Award. Terwijl ze zich in eenzame opsluiting bevond, kreeg ze een briefje toegeschoven met de tekst: "Sommige vrouwen in Amerika hebben je een prijs gegeven. De wereld kijkt mee." Later vertelde Anyanwu de IWMF dat de prijs haar geest had gesterkt en het gevoel had gegeven niet op te moeten geven. Ze ontving ook nog andere prijzen.

## Vrijlating
In juni 1998, na de dood van president Abacha, volgden een aantal protesten van mensenrechtenorganisaties wereldwijd. Anyanwu werd om gezondheidsredenen vrijgelaten door generaal Abdulsalam Abubakar die inmiddels aan de macht was gekomen.
Na haar vrijlating vertrok ze eerst voor twee jaar naar Virginia, waar ze haar boek Days of Terror schreef over de problemen in Nigeria tijdens de dictatuur. In 2001 kwam er een televisieversie van haar voormalige The Sunday Magazine, met de naam TSM Show. In 2005 startte ze in Abuja haar eigen radiostation, Hot 98.3 FM.
Tijdens de algemene verkiezingen van 2007 werd Anyanwu gekozen in de senaat van Nigeria voor de People's Democratic Party als vertegenwoordiger voor de regio Owerri.

## Onderscheidingen
- 1997: Internationale Persvrijheidsprijs van de Committee to Protect Journalists
- 1998: Courage in Journalism Award van de Internationale Mediastichting voor Vrouwen
- 1998: Guillermo Cano Internationale Prijs voor Persvrijheid van de UNESCO